# オイディポデイア
『オイディポデイア』（ギリシャ語：Οἰδιπόδεια, Oedipodea）とは、テーバイ圏という叙事詩サイクルに含まれる叙事詩。現存しているのは、わずかに3つの断片と1つの証拠（テスティモーニウム）だけである。

## 作者
スパルタのキナイトーン（Cinaethon of Sparta）とされるが、おそらくスパルタに住んでいたのだろう、ということしかわかっていない。
キナイトーンの文章のスタイルについて、プルタルコスは『ピューティアーの神託について』の中でこう言っている。「彼は必要のない壮麗さとドラマを神託に加えた」。

## 内容
6600行の韻文だったとされる。
スフィンクスとオイディプースの話が語られ、オイディプース神話に関しては、従来のものと違う見方だったらしい。パウサニアスによると、キナイトンのものは、オイディプースと実の母親イオカステーは結婚したが子供はいなかったということである。オイディプースの子供たちはヒュペルパースの娘エウリュガネイアとの間に生まれた。この話は後世のアポロドーロス『ビブリオテーケー』でも取り上げられている。